# Copestylum barei
Copestylum barei är en tvåvingeart som först beskrevs av Charles Howard Curran 1925.  Copestylum barei ingår i släktet Copestylum och familjen blomflugor. Inga underarter finns listade i Catalogue of Life.